# Dutch Ladies Open 2015
Het 21ste Dutch Ladies Open heet sinds 2011 officieel het Deloitte Ladies Open. In 2015 werd het gespeeld van 19 tot en met 21 juni, voor de derde achtereenvolgende keer op The International tussen Badhoevedorp en Schiphol.  De baan werd door Ian Woosnam en Bruno Steensels ontworpen en in 2012 geopend. Het totale prijzengeld was € 250.000, waarvan de winnares € 37.500 krijgt.
Er deden vijf voormalige winnaressen mee, incl. de Schotse titelverdedigster Kylie Walker. De Franse Gwladys Nocera, tweevoudig winnares van dit toernooi, was de hoogstgeplaatste speelster. Ook de Engelse Laura Davies was aanwezig. Zij stond destijds nummer 1 op de Europese ranglijst en nummer 146 op de wereldranglijst. Christel Boeljon was in 2007, 2008, 2012, 2013 en 2014 de beste Nederlandse speelster op de wereldranglijst maar Dewi-Claire Schreefel heeft haar in 2015 ingehaald. Anne van Dam deed in 2013 en 2014 mee als amateur, maar zij is in januari 2015 professional geworden.
Dewi Weber en Ileen Domela Nieuwenhuis kregen een wildcard en oud-tourspeelster Marjet van der Graaff heeft zich via een kwalificatietoernooi geplaatst. Dewi won begin juni 2015 het NK Strokeplay op De Hoge Kleij, Ileen won eind mei 2015 de Trompbeker (NK Strokeplay voor Junioren).

## Pro-Am
BurgGolf organiseerde op haar acht banen toernooien waar twee amateurs zich konden kwalificeren voor de Pro-Am van het Ladies Open. De amateurs moesten minimaal een ronde op twee verschillende BurgGolf-banen spelen, hun beste twee scores telden voor de kwalificatie. Op 2 mei was het laatste kwalificatietoernooi.

## Verslag
Er waren 126 deelmeensters. De par van de baan was 73. Er werd acht keer een ronde van 69 (-4) gespeeld maar het toernooirecord, dat Christel Boeljon in de eerste ronde vestigde, werd in de derde ronde met 1 slag verbeterd door Lucie André, die daardoor naar de 4de plaats steeg. 
Christel Boeljon, de ambassadrice van het toernooi, speelt sinds 2012 op de Amerikaanse LPGA Tour. Al drie keer eindigde zij in de top-10 bij het Deloitte Open, maar in 2015 stond ze meteen aan de leiding en gaf deze niet meer uit handen. Ze steeg naar de 74ste plaats op de wereldranglijst.

## Scores
| Naam                          | LET | OWGR | WAGR   | Score R1 | Score R1 | Nr  | Score R2 | Score R2 | Totaal | Nr  | Score R3 | Score R3 | Totaal | Nr  |
| ----------------------------- | --- | ---- | ------ | -------- | -------- | --- | -------- | -------- | ------ | --- | -------- | -------- | ------ | --- |
| Christel Boeljon              | 98  | 238  | n.v.t. | 69       | -4       | 1   | 69       | -4       | -8     | 1   | 71       | -2       | -10    | 1   |
| Ursula Wikström               | 7   | =    | n.v.t. | 74       | +1       | T23 | 69       | -4       | -3     | 3   | 70       | -3       | -6     | T2  |
| Emily Kristine Pedersen       | 17  | =    | n.v.t. | 72       | -1       | T7  | 70       | -3       | -4     | 2   | 70       | -2       | -6     | T2  |
| Lucie André                   | 30  | =    | n.v.t. | 73       | par      | T17 | 73       | par      | par    | T18 | 68       | -5       | -5     | T4  |
| Chloe Leurquin                | 35  | =    | n.v.t. | 73       | par      | T17 | 76       | +3       | +3     | T34 | 72       | -1       | +2     | T28 |
| Dewi-Claire Schreefel         | =   | 150  | n.v.t. | 78       | +5       |     | 74       | +1       | +6     | MC  |          |          |        |     |
| Dewi Weber (AM)               | =   | =    | 80     | 75       | +2       |     | 77       | +4       | +6     | MC  |          |          |        |     |
| Anne van Dam                  | 125 | =    | n.v.t. | 72       | -1       | T7  | 81       | +8       | +7     | MC  |          |          |        |     |
| Zhen Bontan (AM)              | =   | =    | 2065   | 80       | +7       |     | 73       | par      | +7     | MC  |          |          |        |     |
| Lien Willems                  | 129 | =    | n.v.t. | 77       | +4       |     | 77       | +4       | +8     | MC  |          |          |        |     |
| Marjet van der Graaff         | =   | =    | n.v.t. | 83       | +10      |     | 73       | par      | +10    | MC  |          |          |        |     |
| Manon De Roey                 | =   | =    | n.v.t. | 81       | +8       |     | 80       | +7       | +15    | MC  |          |          |        |     |
| Ileen Domela Nieuwenhuis (AM) | =   | =    | 1068   | 83       | +10      |     | 80       | +7       | +17    | MC  |          |          |        |     |

| Leider |  | Toernooirecord |  | MC = missed cut = cut gemist |

## Speelsters
Begin mei hadden de volgende speelsters hun komst bevestigd:
| - Caroline Afonso - Holly Aitchison - Beth Allen - Carmen Alonso - Lucie André - Bree Arthur - Maria Balikoeva - Minea Blomqvist - Christel Boeljon - Isabelle Bouneau - Carly Booth - Amy Boulden - Lina Boqvist - Bonita Bredenhann R - Stacy Lee Bregman - Becky Brewerton - Cathryn Bristow - Nicole Broch Larsen - Hannah Burke - Laura Cabanillas R - Lynn Carlsson - Anna-Lise Caudal - Ssu-Chia Cheng - Sophie Ciquel-Bettan - Holly Clyburn (2013) - Rebecca Codd - Tonje Daffinrud - Anne van Dam R - Laura Davies - Valentine Derrey - Melissa Eaton - Virginia Espajo | - Louise Friberg - Nicole Garcia R - Eleanor Givens - Emma Goddard R - Julie Greciet - Maha Haddioui - Georgia Hall R - Anjelika Hammar - Sahra Hassan - Linda Hendriksson - Whitney Hillier - Nina Holleder - Rebecca Hudson - Fabienne In-Albon - Laura Jansone - Trish Johnson - Malene Jorgensen - Stacey Keating - Anna Christina Kindgren R - Steffi Kirchmayr - Vikki Laing - Csilla Lajtai-Rozsa - Louise Larsson - Camilla Lennarth - Chloe Leurquin - Ann-Kathrin Lindner - Diana Luna - Kelsey MacDonald - Heather MacRae R - Nanna Koertz Madsen R - Caroline Martens - Nina Muehl | - Laura Murray - Stephanie Na - Miriam Nagl - Daisy Nielsen - Gwladys Nocera (2007, 2008) - Elina Nummenpaa - Florentyna Parker (2010) - Emily Kristine Pedersen - Alex Peters - Titiya Plucksataporn - Sophia Popov R - Mireia Prat - Pamela Pretswell - Hannah Ralph - Isabella Ramsay - Amber Ratcliffe - Melissa Reid (2011) - Marion Ricordeau - Margherita Rigon - Sophie Sandolo - Marta Sanz Barrio - Patricia Sanz Barrio - Jade Schaeffer - Dewi-Claire Schreefel - Giulia Sergas - Elisa Serramia - Georgina Simpson - Marianne Skarpnord - Monique Smit - Rebecca Sorensen - Klara Spilkova - Noora Tamminen | - Alexandra Vilatte - Marika Voss - Kylie Walker (2014) - Sophie Walker - Sally Watson - Linda Wessberg - Emma Westin - Leigh Whittaker - Ursula Wikstrom - Lien Willems - Christine Wolf - Liz Young Invitaties - Michelle McGann - Ariane Provot - Dewi Weber , WAGR 80 - Budsabakorn Sukapan, WAGR 329 - Roos Haarman, WAGR 659 - Ileen Domela Nieuwenhuis, WAGR 1068 - Zhen Bontan, WAGR 2065 |

Budsabakorn Sukapan won in 2014 het Dutch Junior Open en kreeg een wildcard. 

Roos Haarman won in 2015 het NK Strokeplay U18. 

Ileen Domela Nieuwenhuis won in 2015 het NK Strokeplay U21. 
R = Rookie

## Trivia
- Van de top-50 op de wereldranglijst hebben 23 speelsters de Koreaanse en 10 de Amerikaanse nationaliteit. Geen van hen komt naar Nederland, de week voor het Dutch Open spelen zij het LPGA Championship, dat als Major telt.
- Voor Zhen Bontan was dit het tweede toernooi dat zij voor de wereldranglijst speelde .